# Никулина (Киренский район)
Нику́лина — деревня в Киренском районе Иркутской области. Входит в Алымовское муниципальное образование.
Находится на правом берегу реки Лена, в 5 км к северо-востоку от центра сельского поселения, села Алымовка.

## Население
| 2002 | 2010 | 2011 | 2012 |
| ---- | ---- | ---- | ---- |
| 182  | ↘149 | →149 | ↗154 |